# 大魏家街道
大魏家街道，是中华人民共和国辽宁省大連市金州区下辖的一个乡镇级行政单位。

## 行政区划
大魏家街道下辖以下地区：
大魏家社区、前石社区、后石村、王家村、玉田村、刘家村、连丰村、金龙村、小莲泡村、荞麦山村和蚂蚁岛村。